# Ocnogyna afghanicola
Ocnogyna afghanicola är en fjärilsart som beskrevs av Ebert 1974. Ocnogyna afghanicola ingår i släktet Ocnogyna och familjen björnspinnare. Inga underarter finns listade i Catalogue of Life.